# 娼婦

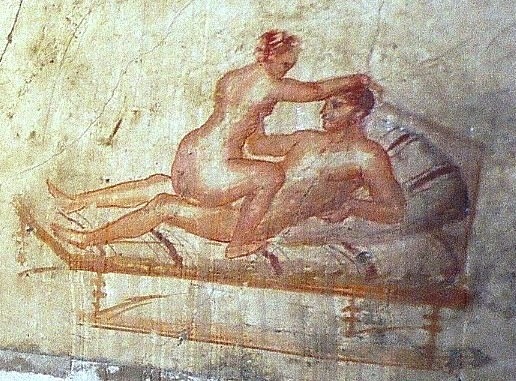
ポンペイ遺跡の性的な壁画

娼婦（しょうふ、英: prostitute）は、性的サービスを提供することによって金銭を得る女性のこと。男性の場合は男娼という。

## 呼称
同義語は「売春婦」（ばいしゅんふ）「売笑婦」（ばいしょうふ）。蔑称として呼称に「売女」（ばいた）「淫売」（いんばい）「女狐」（めぎつね）などがある。古くは「遊女」。また街角で客待ちをする娼婦を「街娼」という。公的に認められた娼婦を「公娼」、認められていない娼婦を「私娼」という。
分類と呼称
- 遊女 - 芸妓 - 太夫 - 花魁
- 妓女
- 妓生
- ヘタイラ - 古代ギリシアの娼婦
- 神聖娼婦
- クルチザンヌ（フランス語の宮廷娼婦） - もとは権力者が囲う側室(フランス語：Concubine カンキュバイン)のような扱い人間を呼んだが、婉曲表現で高級娼婦の意味でも使う。

## 歴史
日本の娼婦の歴史は「遊女」を参照

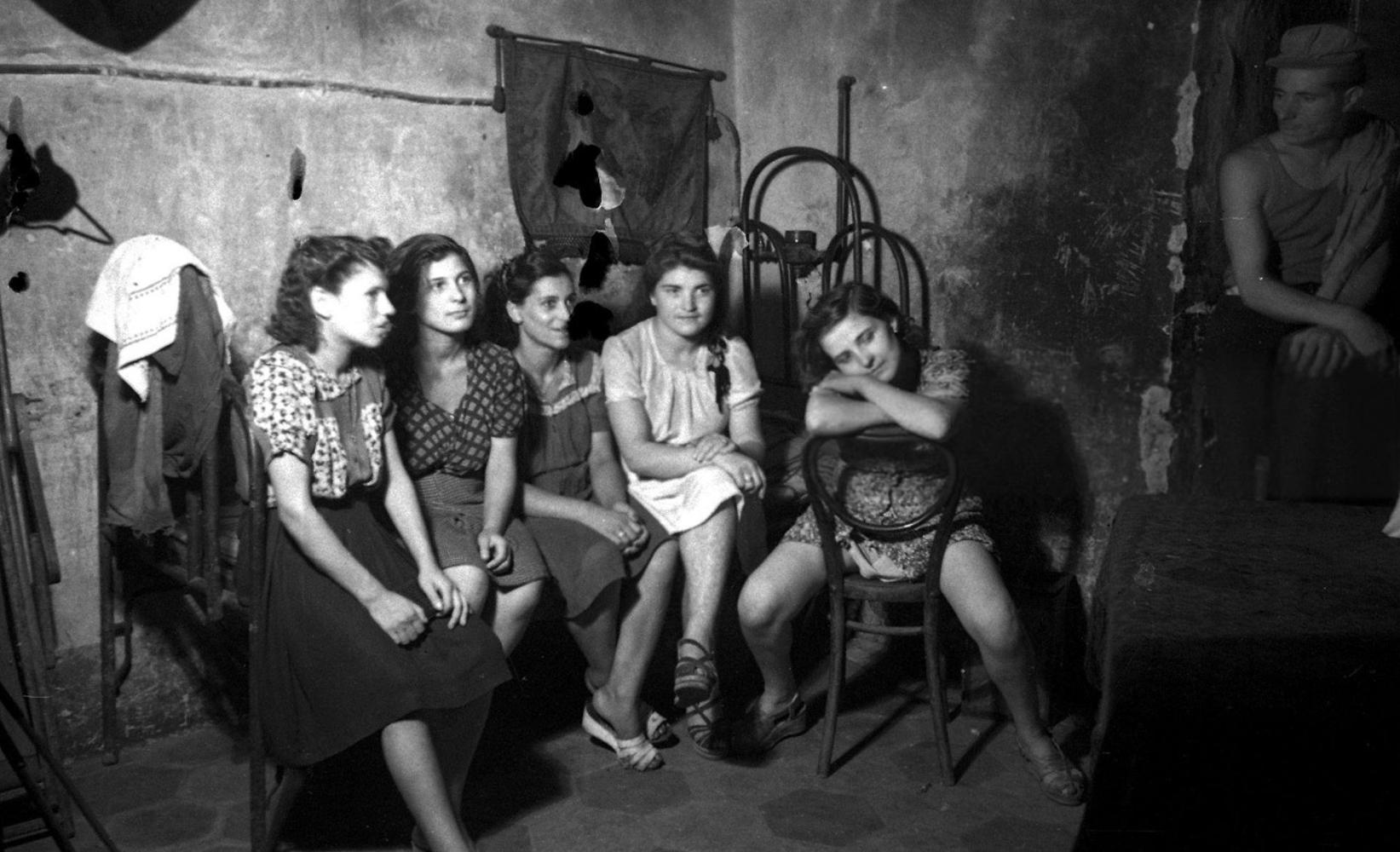
ナポリの売笑婦、1945年

売春婦は、一説には人類史上最古の職業といわれている（古代の売春）。古代世界では神の恩寵を性交を通して与える者「神聖娼婦」として聖職と捉えられることがあった。また、世界各国の軍隊では兵士の強姦事件や性病、機密漏洩の防止のために売春婦を多数雇い入れる例がある。
現在では単純な「売春婦」のみならず、「風俗嬢」や「ポルノ女優」、「AV女優」、「チャットレディ」など、その存在はいろいろな形で引き継がれている。

## 娼婦になる理由
以前は借金や貧困、経済的事情などにより、やむを得ず又は強制されて売春業に就く例が多かった。例えば江戸時代の郭には、貧乏人の子女が売られていったと言われる。

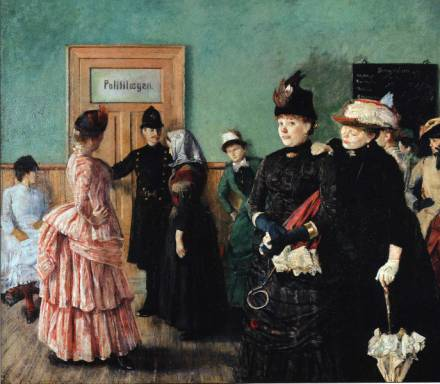
警察の医者の待合室でのアルベルティーネ、売春婦を扱って物議を醸したデンマークの小説「アルベルティーネ」の作者クリスチャン・クローグ自身による挿絵

現在の日本では、娼婦になる理由は必ずしもこうした単純なものではなくなってきている。たとえば少女売春に関する著作では、性に関する興味関心からという例のほかに、ホストクラブにはまりその金を捻出するため、危険ドラッグにはまりそれを売る側の指示で、など様々な理由が挙げられている。

## 日本における娼婦
第二次世界大戦前は「遊女」を参照
第二次世界大戦後の連合国軍占領下において、連合国軍将兵の慰安、及び一般日本人女性に対する「肉の防波堤」として特殊慰安施設協会(RAA) が設立される。労働は客によって過酷であったが極端に困窮していた国情もあり、戦争未亡人の助けともなった。
しかしこれは占領下があけると終了し、その後1956年には売春防止法が制定され、日本において街に佇む娼婦は、その存在自体が違法とされるものとなった。しかし形を変えて娼婦は存続した。
現在は、ソープランドなどの「風俗嬢」、ラブホテルなどを利用した援助交際の女性、アダルトビデオへ出演する「AV女優」、インターネットを利用したライブ映像で視聴者と会話しながらオナニーや性行為を見せるライブチャットの「チャットレディ」など、その就業実態は多岐にわたっている。また、援助交際と似ているが必ずしも肉体関係が伴うとは限らないパパ活といった活動もみられる。

## 著名な娼婦
- マリー・デュプレシー
- リアーヌ・ド・プジー
- コーラ・パール
- ローラ・モンテス
- マタ・ハリ
- メリケンお浜
- 阿部定
- メリーさん

## 各作品における娼婦
- マノン - プレヴォー『マノン・レスコー』
- クラリモンド - テオフィル・ゴーティエ『死霊の恋』
- マルグリット・ゴーティエ - アレクサンドル・デュマ・フィス『椿姫』
- アンナ・クーポー - エミール・ゾラ『ナナ』
- ブール・ド・シュイフ - ギ・ド・モーパッサン『脂肪の塊』
- オデット - マルセル・プルースト『失われた時を求めて』
- ソーニャ - ドストエフスキー『罪と罰』
- デュバリー夫人-池田理代子『ベルサイユのばら』
- 杉戸八重-水上勉『飢餓海峡』

## 特徴
- ヒューマン・ブランディング（英語版） - 管理している人間や組織の名前などが焼印で施されるなどがあり、逃げ出せないようになっていた。
- 廓詞(花魁詞)
- ポーションの販売。催淫剤となるスパニッシュフライなどの薬物を扱う。

## 法律
- 売春防止法 - 風俗営業等の規制及び業務の適正化等に関する法律